# Tiopronin
Tiopronin ist ein Arzneistoff aus der Gruppe der Chelatbildner, der in der Behandlung von Schwermetallvergiftungen – insbesondere Quecksilber, Kupfer und Eisen – eingesetzt wird. Die Arzneiwirkung entfaltet sich durch eine funktionelle Thiolgruppe (SH-Gruppe) im Molekül, die Schwermetalle über eine Chelatkomplexbildung abfängt, wodurch eine renale Ausscheidung möglich wird. Dieser Wirkmechanismus kommt auch bei der krankhaft gesteigerten Einlagerung von Kupfer (Morbus Wilson) und Eisen (Hämochromatose) zum Tragen.
Ein weiteres Anwendungsgebiet von Tiopronin ist Cystinurie. Bei dieser Erbkrankheit kommt es zu einer erhöhten Ausscheidung der schwer löslichen Aminosäure Cystin und damit verbunden zu einem erhöhten Risiko für Urolithiasis (Harnsteinbildung). Tiopronin reduziert die Disulfidbrücke des Cystins und überführt es in einen gut löslichen Cystein-Tiopronin-Komplex. In der Folge sinkt das Risiko für die Bildung von Cystinsteinen: In Studien wurde die Steinrate unter Behandlung mit Tiopronin um 60 % gesenkt, die Anzahl chirurgischer Eingriffe um 72 %. Tiopronin ist hierfür die einzige, in der Leitlinie für Urolithiasis der Deutschen Gesellschaft für Urologie empfohlene Therapie.
In Deutschland wird Tiopronin unter dem Handelsnamen Thiola® in einer Dosierung von 100 bzw. 250 mg vertrieben. Es handelt sich um überzogene Tabletten, welche über den Tag verteilt etwa eine halbe Stunde vor den Mahlzeiten unzerkaut und mit reichlich Flüssigkeit geschluckt werden sollten. Die Dosierung variiert dabei nach Alter, Indikation und Körpergewicht. An Cystinurie erkrankte Kinder können z. B. bereits ab zehn bis zwölf kg bzw. ein bis zwei Jahren mit Tiopronin behandelt werden.